# Glacera Chedotlothna
La glacera Chedotlothna és una glacera que es troba al Parc i Reserva Nacional de Denali, a l'estat d'Alaska dels Estats Units. La glacera s'inicia a la serralada d'Alaska, entre el mont Russell i el mont Dall dirigint-se primer vers el nord-est, i després cap al nord. És la font del Swift Fork del riu Kuskokwim. El nom Chedotlothna va ser informat com a nom natiu per S.R. Capps el 1925. Grafies alternatives són Chedotlothno i Chedotluthna. La glacera també és anomenada Todzolno Lughwzra.